# Zachód (Kędzierzyn-Koźle)
Zachód – osiedle administracyjne miasta Kędzierzyn. 
Siedziba Rady Osiedla znajduje się przy ulicy Piastowskiej 51.
Leży w zachodniej części miasta nad Odrą. Liczba mieszkańców w 2022 roku wynosiła 5048.
Do 1975 roku obszar ten znajdował się na terenie miasta Koźle. 30 października 1975 włączony do miasta Kędzierzyna, przemianowanego 3 listopada 1975 na Kędzierzyn-Koźle.